# Placido Maria Tadini
Placido Maria Tadini, imiona chrzcielne Luigi Placido (ur. 11 października 1759, zm. 22 listopada 1847 w Genui) – włoski duchowny katolicki, karmelita bosy, kardynał, arcybiskup Genui.

## Życiorys
Święcenia kapłańskie przyjął 21 września 1782. 13 sierpnia 1829 został wybrany biskupem Bielli. 18 października 1829 w Rzymie przyjął sakrę z rąk kardynała Francesco Bertazzoliego. 2 lipca 1832 objął stolicę metropolitalną Genui (wcześniej przez osiem miesięcy był administratorem apostolskim tej archidiecezji), na której pozostał już do śmierci. 6 kwietnia 1835 Grzegorz XVI wyniósł go do godności kardynalskiej. Nie brał udziału w konklawe wybierającym Piusa IX.